# Mistrovství České republiky v rallye 2019

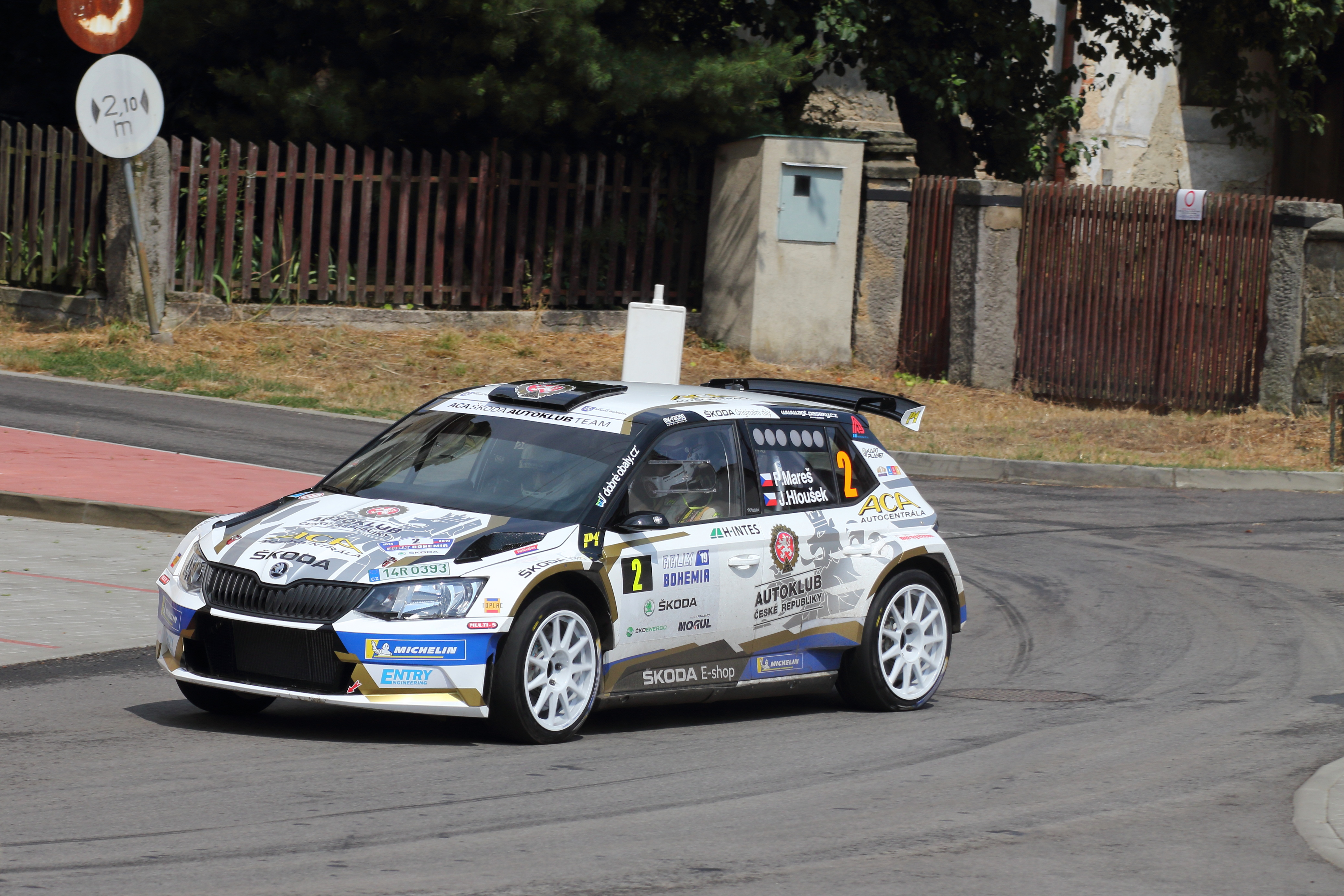
Filip Mareš navigovaný Janem Hlouškem získal druhou příčku v MČR, zároveň se stal mistrem Evropy v kategorii ERC1 Junior.

Autoklub mistrovství České republiky v rallye 2019 mělo zahrnovat celkem sedm soutěží, ale poslední závod sezony, Rallye Příbram, byl zrušen z ekonomických důvodů.
Titul opět získal Jan Kopecký navigovaný Pavlem Dreslerem s vozem Škoda Fabia R5/R5 evo v barvách továrního týmu Škoda Motorsport před Filipem Marešem.

## Kalendář
| Pořadí | Datum                | Soutěž                          | Centrum           | Zařazení  |
| ------ | -------------------- | ------------------------------- | ----------------- | --------- |
| 1.     | 29. 3. – 31. 3. 2019 | 38. Kowax Valašská Rally ValMez | Valašské Meziříčí | MČR, ERT  |
| 2.     | 26. 4. – 27. 4. 2019 | 54. Rallye Šumava Klatovy       | Klatovy           | MČR       |
| 3.     | 17. 5. – 18. 5. 2019 | 47. Rallye Český Krumlov        | Český Krumlov     | MČR, ERT  |
| 4.     | 14. 6. – 15. 6. 2019 | 15. Agrotec Rally Hustopeče     | Hustopeče         | MČR, MSR  |
| 5.     | 13. 7. – 14. 7. 2019 | 46. Rally Bohemia 2019          | Mladá Boleslav    | MČR       |
| 6.     | 16. 8. – 18. 8. 2019 | 49. Barum Czech Rally Zlín      | Zlín              | MMČR, ERC |
| 7.     | 4. 10. – 6. 10. 2019 | Rally Příbram                   | Příbram           | MČR       |

## Průběh sezony
První dva závody byly měřením sil Jana Kopeckého (Škoda Fabia R5) s Václavem Pechem (Ford Fiesta R5). V Krumlově se mezi dvojici zkušených závodníků vklínil Filip Mareš. Mareš v Hustopečích využil Kopeckého nepřítomnosti a Pechova odstoupení a dostal se do průběžného vedení. O vedení přišel po havárií na domácí Bohemii. Protože Rallye Příbram byla zrušena, o konečné klasifikaci se rozhodovalo na Barum rallye. Zlínskou soutěž s přehledem ovládl Kopecký. Mareš si těsným vítězstvím nad Chrisem Ingramem pojistil druhou příčku v konečné klasifikace MČR a zároveň získal titul mistra Evropy v kategorii ERC1 Junior. Pech s Janem Černým sváděli těsný souboj o třetí příčku klasifikace MČR, oba ale museli z posledního závodu odstoupit. O pouhé dva body lépe ze souboje vyšel Pech.

## Klasifikace jezdců
Pořadí v první desítce absolutní klasifikace:
| Poř. | Jezdec          | VAL    | ŠUM   | KRU   | HUS   | BOH   | BAR     | PŘÍ | Body |
| ---- | --------------- | ------ | ----- | ----- | ----- | ----- | ------- | --- | ---- |
| 1.   | Jan Kopecký     | 1. 60  | 2. 44 | 1. 60 | -     | 1. 57 | 1. 90   | -   | 312  |
| 2.   | Filip Mareš     | 3. 37  | 3. 41 | 2. 42 | 1. 60 | R 10  | 2. 72   | -   | 252  |
| 3.   | Václav Pech     | 2. 48  | 1. 57 | R 12  | 9. 16 | 5. 19 | R 15    | -   | 155  |
| 4.   | Jan Černý       | 6. 29  | 5. 33 | 3. 37 | R 12  | 2. 51 | R       | -   | 153  |
| 5.   | Vojtěch Štajf   | 8. 16  | 6. 21 | 5. 23 | 3. 34 | 3. 34 | R 6     | -   | 128  |
| 6.   | Martin Březík   | 10. 10 | 8. 15 | 6. 19 | 6. 17 | R     | 9. 19.5 | -   | 80,5 |
| 7.   | Jan Dohnal      | 4. 29  | R     | R     | 2. 42 | R 8   | -       | -   | 79   |
| 8.   | Miroslav Jakeš  | 12. 5  | R     | 4. 33 | R 10  | 4. 27 | R 3     | -   | 75   |
| 9.   | Roman Odložilík | 15. 1  | 7. 16 | R     | 4. 26 | 6. 17 | R       | -   | 63   |
| 10.  | Martin Vlček    | 9. 11  | -     | 7. 16 | 7. 14 | 7. 16 | R       | -   | 57   |